# Роберт Оуко
Роберт Оуко (англ. Robert Ouko; нар. 24 жовтня 1948 — пом. 18 серпня 2019) — кенійський легкоатлет, який спеціалізувався в бігу на короткі та середні дистанції.

## Із життєпису
Олімпійський чемпіон (1972) в естафеті 4×400 метрів.
Олімпійський фіналіст (5-е місце) у бігу на 800 метрів (1972).
Учасник Олімпійських ігор-1968 (зупинився на півфінальній стадії у бігу на 800 метрів).
Чемпіон Ігор Британської Співдружності в бігу на 800 метрів та в естафеті 4×400 метрів (1970).
Багаторазовий переможець чемпіонатів Східної та Центральної Африки з легкої атлетики в естафеті 4×400 метрів (1969—1972).
Ексрекордсмен світу в естафеті 4×880 ярдів (1970).
Після завершення спортивної кар'єри працював генеральним секретарем Федерації легкої атлетики Кенії.
Пішов з життя, маючи 70 років.

## Основні міжнародні виступи
| Рік  | Змагання                       | Місто    | Місце            | Дисципліна | Примітки         |
| ---- | ------------------------------ | -------- | ---------------- | ---------- | ---------------- |
| 1968 | Олімпійські ігри               | Мехіко   | 2пф5             | 800 м      |                  |
| 1970 | Ігри Британської Співдружності | Единбург | 1                | 800 м      |                  |
| 1970 | 1                              | 4×400 м  |                  |            |                  |
| 1972 | Олімпійські ігри               | Мюнхен   | 5                | 800 м      | Відео на YouTube |
| 1972 | 1                              | 4×400 м  | Відео на YouTube |            |                  |